# Championnats du monde d'escrime 1958
Navigation
Édition précédente Édition suivante
Les championnats du monde d'escrime 1958 se déroulent à Philadelphie.

## Médaillés
| Épreuves           | Or | Argent                                                                                           | Bronze |
| ------------------ | --- | ------------------------------------------------------------------------------------------------ | --- |
| Épée               | |                                                                                                  | |
| Hommes individuel  | Bill Hoskyns | Edoardo Mangiarotti                                                                              | Arnold Chernushevich                                                                                                |
| Hommes par équipes | Italie- Edoardo Mangiarotti - Franco Bertinetti - Giuseppe Delfino - Gianluigi Saccaro - Carlo Pavesi - Alberto Pellegrino | Hongrie- Lajos Balthazár - Árpád Bárány - Tamás Gábor - István Kausz                             | France- Daniel Dagallier - Jacques Guittet - Maurice Huet - Gérard Lefranc - Armand Mouyal - René Queyroux          |
| Fleuret            | |                                                                                                  | |
| Hommes individuel  | Giancarlo Bergamini | Ferenc Czvikovszki                                                                               | Bernard Baudoux |
| Hommes par équipes | France- Claude Bancilhon - Bernard Baudoux - Roger Closset - Christian d'Oriola - Jacques Guittet - Claude Netter          | Union soviétique- Mark Midler - Iouri Roudov - Iouri Sissikine - German Sveshnikov               | Italie- Giancarlo Bergamini - Mario Curletto - Edoardo Mangiarotti - Alberto Pellegrino - Antonio Spallino          |
| Femmes individuel  | Valentina Rastvorova | Emma Yefimova                                                                                    | Ildikó Rejtő |
| Femmes par équipes | Union soviétique- Galina Gorokhova - Emma Yefimova - Valentina Rastvorova - Valentina Prudskova - Aleksandra Zabelina      | Allemagne de l'Ouest- Astrid Berndt - Helmi Höhle - Ilse Keydel - Helga Volz-Mees - Heidi Schmid | France- Kate Delbarre - Renée Garilhe - Françoise Mailliard - Régine Veronnet                                       |
| Sabre              | |                                                                                                  | |
| Hommes individuel  | Yakov Rylskiy | David Tyshler                                                                                    | Jerzy Twardokens |
| Hommes par équipes | Hongrie- Aladár Gerevich - Zoltán Horváth - Rudolf Kárpáti - Pál Kovács - Tamás Mendelényi                                 | Union soviétique- Lev Kuznetsov - Umyar Mavlikhanov - Yakov Rylskiy - David Tyshler              | Pologne- Jerzy Pawłowski - Wojciech Zabłocki - Zygmunt Pawlas - Andrzej Piątkowski - Emil Ochyra - Jerzy Twardokens |

## Tableau des médailles
| Rang | Nation               | Or | Argent | Bronze | Total |
| ---- | -------------------- | -- | ------ | ------ | ----- |
| 1    | Union soviétique     | 3  | 4      | 1      | 8     |
| 2    | Italie               | 2  | 1      | 1      | 4     |
| 3    | Hongrie              | 1  | 2      | 1      | 4     |
| 4    | France               | 1  | 0      | 3      | 4     |
| 5    | Grande-Bretagne      | 1  | 0      | 0      | 1     |
| 6    | Allemagne de l'Ouest | 0  | 1      | 0      | 1     |
| 7    | Pologne              | 0  | 0      | 2      | 2     |